# The Korea Times
The Korea Times (코리아타임스 en alphabet hangeul) est le plus ancien des journaux anglophones publiés en Corée du Sud.

## Présentation
Le quotidien national coréen The Korea Times est une filiale du groupe de presse Hankook Ilbo Media (en). Il tire à 220 000 exemplaires et, comme son concurrent le The Korea Herald, il est anglophone.